# Lac-Édouard
Lac-Édouard es un municipio canadiense situado en la provincia de Quebec.

## Superficie
Lac-Édouard tiene una superficie de 898,32 km².

## Demografía
En 2021, tenía 220 habitantes, una densidad poblacional de 0,2 hab./km², y 298 viviendas.